# Michel Sitbon
Michel Sitbon est un écrivain, éditeur et journaliste français, fils de Guy Sitbon, né en 1959 à Tunis. Il est à l'origine de nombreux collectifs et associations défendant la liberté d'expression, l'égalité des genres, la défense de l'accueil des migrants ou la légalisation du cannabis. Il est aussi l'un des cofondateurs de La Nuit rwandaise, revue pour la vérité sur le génocide des Tutsi au Rwanda.  
Il se fait notamment remarquer en 2017 en accueillant des migrants tous les soirs dans sa librairie rue Keller à Paris, les faits relatés par le média Brut sont visionnés plusieurs millions de fois sur les réseaux sociaux,.  

## Biographie
Né en 1959 en Tunisie, Michel Sitbon est issu d'une famille de journalistes et d'écrivains, Guy Sitbon et Nicole Muchnik qui officient à l'époque comme correspondants dans le Maghreb et participent au Maghreb Circus. 
Très tôt engagé politiquement pour la liberté d'expression, Michel Sitbon rejoint son père pour assurer la responsabilité des activités de publications érotiques et de messageries roses au début des années 1980. Ce qui lui vaut d'être notamment en concurrence avec Xavier Niel à l'époque. Ce temps de mobilisation lui donne la possibilité de mettre en cause la politique des bonnes mœurs qui restreignait alors l'accès à certains contenus, d'abord dans la presse puis par le minitel et enfin via internet.  

### Engagement pour la liberté d'expression et financement du Réseau Voltaire
Michel Sitbon a été le directeur de la revue Maintenant et a été trésorier du Réseau Voltaire de sa création en 1994 jusqu'en février 2005. À cette date, en désaccord avec les méthodes de Thierry Meyssan, il a quitté cette association aux côtés de Gilles Alfonsi et Jean-Luc Guilhem.

### La création de maisons d'éditions et la publication de centaines d'ouvrages
Il est auteur ou coauteur de nombreux ouvrages, notamment sur la question du génocide rwandais. Michel Sitbon est rédacteur en chef de la revue annuelle La Nuit rwandaise, et dirigeant des éditions Dagorno, des Éditions du Lézard et de l'Esprit Frappeur, toutes trois situées au sein de la librairie Lady Long Solo dans le 11e arrondissement de Paris.

### Promoteur de la légalisation du cannabis
Il participe également au projet Cannabis sans frontières qui a présenté une liste aux élections européennes en 2009 et en 2014 en Île de France.
Il en est actuellement Président d'honneur. 

## Condamnation
En 2002, au lendemain de l'élection présidentielle, il fait l'objet d'une plainte de policiers pour injures et violences. Le 3 mai, Michel Sitbon était entré dans le commissariat du XXe arrondissement de Paris pour demander pourquoi plusieurs habitants du quartier étaient alors placés en garde à vue. Leur interpellation, qualifiée de « violente » par leurs proches et des riverains, donnait lieu au même moment à une manifestation à l'extérieur du commissariat. L'épisode entraîne le soutien de la Ligue des Droits de l'Homme et du Syndicat de la Magistrature qui « s’étonnent du laps de temps de plus de 48 heures qui s’est écoulé entre les faits reprochés et le placement en garde à vue de Michel Sitbon, tout à fait inhabituel dans ce type de procédures ». Il est finalement condamné à 2 mois d’emprisonnement avec sursis et 1500 euros d'amende pour avoir insulté plusieurs policières et avoir donné un coup à l'une des policières de garde ce jour-là.  
Michel Sitbon est aussi poursuivi en 2011 par des généraux français pour avoir repris un communiqué du Ministère de la Justice rwandais les mettant en cause, ainsi que l'ensemble des responsables politiques et militaires à commencer par François Mitterrand, communiqué qui avait été publié sur le site de la revue La Nuit rwandaise dont il a la responsabilité[source insuffisante].
Il est également poursuivi en 2012 pour « injures publiques » pour avoir écrit sur son blog que le préfet de Seine-Saint-Denis, Christian Lambert, était le « Papon de notre temps ». Il est relaxé.